# William Henry Barber
William Henry Barber (* 1918; † 2004) war ein britischer Romanist und Voltaireforscher.

## Leben und Werk
Barber studierte von 1937 bis 1940 Französisch und Deutsch in Oxford. Nach dem Krieg, den er als Sanitäter mitmachte, lehrte er ab 1947 in Bangor und ab 1955 am Birkbeck College in London (1968 Professor für französische Literatur, 1979 Vizepräsident der Universität London).
Barber gab von 1958 bis 1960 The Year’s Work in Modern Language Studies heraus, war von 1964 bis 1966 Präsident der Society for French Studies und leitete von 1974 bis 1993 (als Nachfolger von Theodore Besterman) die ab 1976 an der Universität Oxford angesiedelte Voltaire Foundation.

## Werke
- Leibniz in France from Arnauld to Voltaire. A study in French reactions to Leibnizianism 1670-1760, Oxford 1955, New York 1985
- Candide, London 1960
- (Hrsg.) Voltaire, 1734-1735. Alzire ou Les américains. Le comte de Boursoufle. Traité de métaphysique. Poésies, Oxford 1989 (Les oeuvres complètes de Voltaire 14)
- (Hrsg. mit Roberts L. Walters) Voltaire, Éléments de la philosophie de Newton, Oxford 1992 (Les oeuvres complètes de Voltaire 15)